# ألكسندر وينتون
ألكسندر وينتون (بالإنجليزية: Alexander Winton)‏ هو مهندس ومخترِع وشخصية أعمال اسكتلندي-أمريكي، ولد في 20 يونيو 1860 في اسكتلندا، وتوفي في 21 يونيو 1932 في كليفلاند في الولايات المتحدة.

## سيرة ذاتية
ولد في غرانجيماوث (Grangemouth ‏) في اسكتلندا. كان والده مهندسًا في البحرية، وكان له نفس الاسم (ألكساندر)، وقد تبع ألكساندر الابن خطى والده، إلا أنه هاجر إلى الولايات المتحدة في عام 1879، ولمدة ثلاث سنوات عمل في أحد المصانع، وفي العامين اللاحقين عمل كمهندس بحري على متن سفن في المحيط.
في عام 1891 أسس شركة وينتون للدراجات (Winton Bicycle Co.)، وفي 1897 أسس شركة وينتون للعربات ذات المحرك (Winton Motor Carriage Company) والتي كانت تعمل على تصنيع العربات بشكل مخصص وفقًا للطلب، وفي السنة التالية استطاعت الشركة بيع سيارة مقابل ألف دولار. وقد أراد وينتون أن يرسل المركبات إلى الزبائن دون تحمل تكاليف النقل، ولذا قام بتصنيع سيارة للنقل، ومن ثم بدأ ببيعها إلى المنافسين. وفي مطلع القرن العشرين زادت أعمال الشركة بشكل ملحوظ، ففي 1902 تم بناء ثلاث مبانٍ، وفي السنة التالية تم تشييد أربع مبانٍ أخرى، وفي ذلك الوقت كانت الشركة توظف نحو 1200 عامل.
كان وينتون مهتمًا بسباق السيارات واعتبرها وسيلة هامة للترويج، ومن أشهر السباقات التي خاضها كان سباقه أمام هنري فورد في 1901 والذي خسره لصالح فورد.
كان وينتون عضوًا في رابطة المصنعين المعتمدين للسيارات (ALAM).
كان وينتون مخترعًا بارزًا، حيث سجلأ أكثر من مئة اختراع في مجال السيارات والمحركات والدراجات، وعُرف عنه أنه كان يسمح باستخدام براءات الاختراع المسجلة باسمه في الأمور المتعلقة بالسلامة وتقليل الخطر.[بحاجة لمصدر أفضل]

## الحياة الخاصة

### العائلة
تزوج بجيني موير ماكجلاشهان في 1883 والتي توفت في عام 1903، وحظيا معًا بستة أبناء: هيلين، جيمس، أجنيس، جيني، كاثرين، وألكسندر. وفي 1906 تزوج لابيل ماكجلاشان التي توفت عام 1924 وحظى معها بطفلتين: لابيل وكلاريس. وفي 1927 تزوج ماريون كامبيل وتطلقا بعد ثلاث سنوات، ليتزوج بعدها ماري إلين آفيري.

### الإرث
في 2005 ضُم وينتون إلى الصالة الفخرية للسيارات، وفي السنة التالية إلى الصالة الفخرية للمواطنين المخترعين في الولايات المتحدة.
في 1962 وفي نفس مكان القصر الخاص به، شُيّد مجمع وينتون في ليكوود، أوهايو.

## وصلات خارجية
- ألكسندر وينتون على موقع الموسوعة البريطانية (الإنجليزية)